# Raschid ibn Ahmad al-Mu'alla
Sjeik Raschid III ibn Ahmad al-Mu'alla (Arabisch: راشد بن أحمد بن راشد المعلا) (1930 - Londen, 2 januari 2009) was sinds 1981 de heerser van het emiraat Umm al-Qaiwain in de Verenigde Arabische Emiraten (VAE). Hij was lid van de Opperraad van de VAE.
Raschid ibn Ahmad al-Mu'alla kreeg van zijn vader, sjeik Ahmad ibn Raschid al-Mu'alla, zijn religieuze opvoeding en werd al jong vertrouwd gemaakt met de stamaangelegenheden. In de jaren 1950 vervolgde hij een opleiding voor staatsaangelegenheden. Zijn vader stuurde hem daarvoor naar vermaarde universiteiten. In 1968 werd hij door zijn vader aangeduid als opvolger en werd hij verantwoordelijk voor de kamer van koophandel van Umm al-Qaiwain, en vervolgens voor de economische ontwikkeling van het emiraat en van de regerende familie Mu'alla. Na de dood van zijn vader in 1981 werd hij zijn opvolger als emir van Umm al-Qaiwain.
Raschid ibn Ahmad al-Mu'alla stierf begin 2009. Zijn zoon Saud ibn Raschid al-Mu’alla volgde hem op.